# Michael Petkovic
Michael Petkovic (* 16. Juli 1976 in Fremantle, Australien; kroatische Schreibweise: Michael Petković) ist ein australischer Fußballtorhüter, der neben der australischen Staatsangehörigkeit auch die von Kroatien besitzt. Zuletzt spielte er für Melbourne Victory in der A-League, der höchsten Spielklasse im australischen Fußball.
Er ist der Bruder des bis 2009 bei Perth Glory spielenden Torhüters Jason Petkovic.

## Karriere

### Vereinskarriere
Petkovic begann seine aktive Karriere als Fußballtorhüter bei Spearwood Dalmatinac, einem Amateurklub aus Spearwood, einem südlichen Vorort von Perth. Seine Profikarriere begann er im Jahre 1994 bei den Perth Kangaroos, die ihren Spielbetrieb in diesem Jahr Übersee in der singapurischen FAS Premier League hatten. Ein Jahr später kehrte er zu seinem Jugendverein zurück und absolvierte dort wieder einige Spiele. Von 1995 bis 1999 stand Petkovic im Kader des South Melbourne FC. Für den Klub aus der australischen National Soccer League absolvierte er bis zu seinem Abgang 105 Ligaspiele. Im Jahre 1999 transferierte er als Ersatztorwart nach Frankreich zu Racing Straßburg, kam aber zu keinem Ligaeinsatz. Nur ein Jahr später wurde er von seinem ehemaligen Klub South Melbourne FC erneut ins Team aufgenommen, nachdem er kurz zuvor noch zu einigen Einsätzen für Cockburn City SC in der Football West State League kam. Von der Saison 2000/01 bis 2001/02 absolvierte er 56 Ligaeinsätze für den Verein aus Melbourne. Während dieser Zeit wurde er nach Norwegen zum Lillestrøm SK verliehen, konnte sich aber nicht durchsetzen und musste so, ohne auch nur ein einziges Spiel absolviert zu haben, zurück nach Australien. 
In der Sommerpause vor der Saison 2002/03 unterschrieb Petkovic einen Vertrag beim türkischen Großklub Trabzonspor, bei dem er bis 2005 in insgesamt 85 Meisterschaftspartien zwischen den Pfosten stand. Vor Beginn der Saison 2005/06 folgte ein erneuter Wechsel Petkovics. Seine nächste Station war der ebenfalls in der Süper Lig spielende Klub Sivasspor. Am 9. März 2008 erzielte er im Spiel gegen MKE Ankaragücü in der 41. Spielminute nach einem Abschlag sein erstes Profitor.

### International
Petkovic machte sein Debüt in der australischen Nationalmannschaft im Februar 2001 bei der 3:2-Auswärtsniederlage gegen die kolumbianische Nationalelf in Bogotá. Seine weiteren Spiele bestritt er gegen Amerikanisch-Samoa (2001), Samoa (2001), Tunesien (2005) und Dänemark (2007). Sein bisher letztes Länderspiel im Juni 2008 im ANZ Stadium in Sydney endete in einer 0:1-Niederlage gegen China.

## Erfolge
- 1× Meister in der FAS Premier League: 1994